# Burghof-Klinik

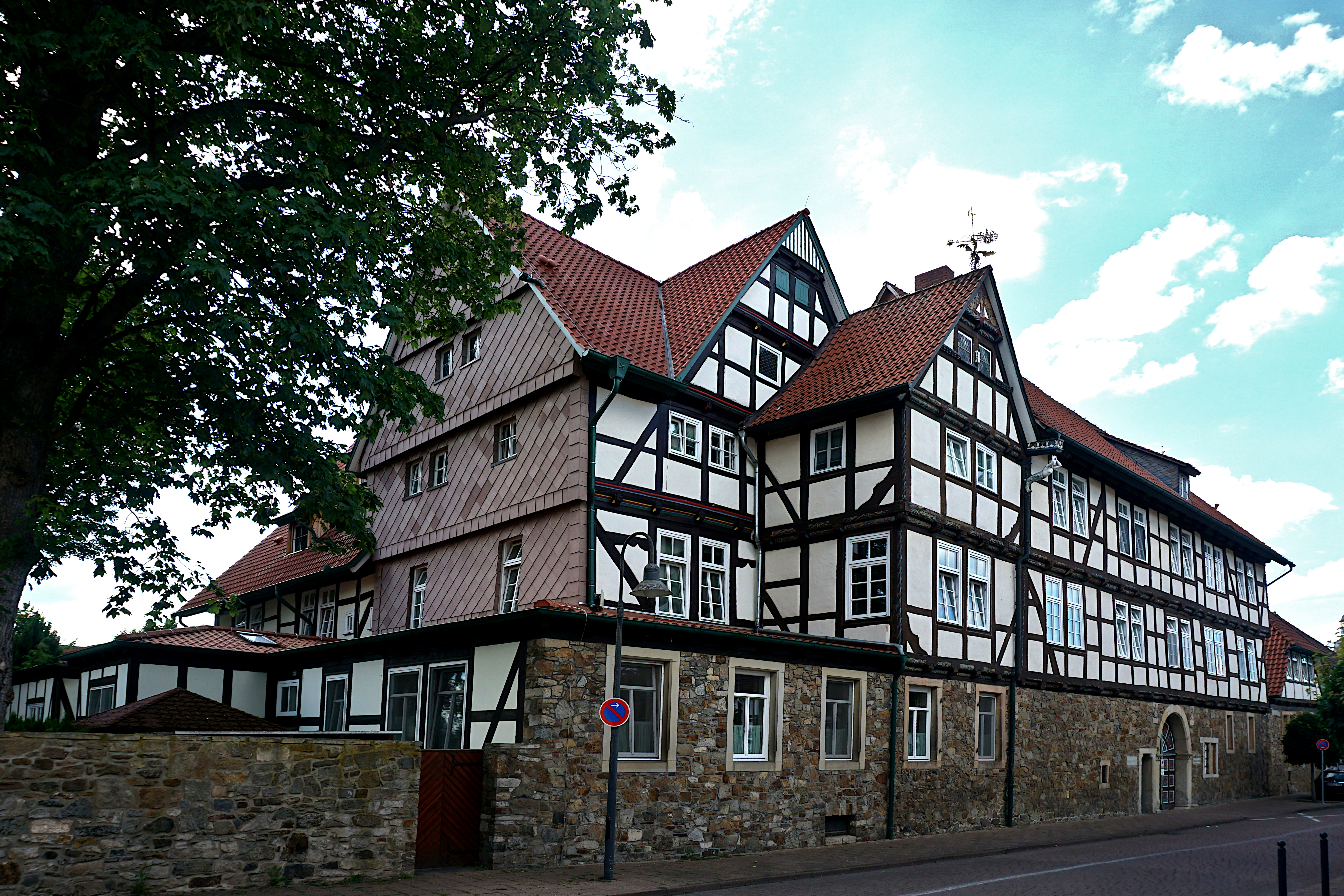
Burghof in Rinteln

Die Burghof-Klinik ist eine Fachklinik für Psychosomatik und Psychotherapie in der niedersächsischen Stadt Rinteln.

## Geschichte
Der Burghof ist ein adliger Herrensitz in der Ritterstraße in Rinteln. 1914 erwarb der Sanitätsrat Hermann Lehne, der Eigentümer des gegenüber liegenden, seit 1899 als Kuranstalt für die Behandlung von Nerven- und Gemütskrankheiten genutzten Parkhofs den Burghof als Erweiterung seines Sanatoriums von dem preußischen Landschaftsrat Hilmar von Münchhausen. Im Ersten Weltkrieg fungierte der Burghof als Reservelazarett, ehe er unter rasch wechselnden Leitungen der Ärzte Brandt, Hoppe, Stern und Hermel schließlich 1937 zusammen mit dem Parkhof von dem Neurologen und Psychiater Paul Honekamp übernommen wurde, der sich auf die Behandlung von Stoffwechselstörungen spezialisierte. Mit seinem in zwei Schriften dargelegten Behandlungskonzept hatte er sich in Widerspruch zur herrschenden Lehrmeinung gesetzt, war aus dem Staatsdienst an der Landesanstalt Görden ausgetreten, um mit der Übernahme des Sanatoriums in Rinteln Patienten nach seinem neuartigen Heilverfahren behandeln zu können.
Im Zweiten Weltkrieg wurde der Burghof ab 1941 wieder als Reservelazarett und ab 1945 als Flüchtlingsunterkunft genutzt, ehe der Sanatoriumsbetrieb 1949 durch Honekamp wieder aufgenommen werden konnte. In der Folgezeit wurde die Klinik zum für den Fremdenverkehr Rintelns wichtigsten Betrieb mit bis zu 25000 Übernachtungen jährlich. 1960 erwarb Wilfried Dogs den Burghof. Ein Jahr später erhielt er die offiziellen Bezeichnung Burghof-Klinik als psychosomatische Fachklinik. 1972 wurde ein zweiter Standort eröffnet. 1992 wurde die Klinik von Schlimbach und Weibezahl übernommen. Hinzu kamen weitere Einrichtungen unter anderem Ambulanzen. 2017 erhielt die Klinik das Qualitätssiegel der Zeitschrift Focus.

## Einrichtung
An verschiedenen Standorten werden insgesamt bis zu 224 Patienten versorgt. Hiervon sind 166 Betten vollstationär und 58 Plätze teilstationär. Behandelt werden GKV- und PKV-Patienten.